# Symmorphus projectus
Symmorphus projectus är en stekelart som beskrevs av Richard Mitchell Bohart 1950. Symmorphus projectus ingår i släktet vedgetingar, och familjen Eumenidae. Inga underarter finns listade i Catalogue of Life.